# Малайзия на летних Олимпийских играх 2012
Малайзия принимала участие в летних Олимпийских играх 2012 года, которые проходили в Лондоне (Великобритания) с 27 июля по 12 августа, где её представляли 30 спортсменов в девяти видах спорта. На церемонии открытия Олимпийских игр флаг Малайзии несла прыгунья в воду Панделела Ринонг.
Летние Олимпийские игры 2012 для Малайзии стали самыми неудачными играми с 1996 года — вновь было завоёвано 2 олимпийские медали: 1 серебряная и 1 бронзовая. В неофициальном медальном зачёте Малайзия заняла 63-е место. Знаменосец Панделела Ринонг завоевала первую олимпийскую медаль Малайзии в женских прыжках в воду. Ринонг завоевала бронзовую медаль в соревновании на 10-метровой вышки. Бадминтонист Ли Чонг Вей стал первым малайзийцем, ставшим двукратным призёром Олимпийских игр. На Играх в Лондоне он вновь завоевал для себя «серебро» в одиночном разряде.

## Медали
| Серебро |                  |                                           |           |
| №       | Спортсмены       | Вид спорта (дисциплина)                   | Дата      |
| 1       | Ли Чонг Вей      | Бадминтон (мужчины, одиночный разряд)     | 5 августа |
| Бронза  |                  |                                           |           |
| №       | Спортсмены       | Вид спорта (дисциплина)                   | Дата      |
| 1       | Панделела Ринонг | Прыжки в воду (женщины, вышка, 10 метров) | 9 августа |

## Состав и результаты

### Бадминтон
Мужчины
| Соревнование     | Спортсмены               | Отборочный раунд                       | Отборочный раунд                      | Отборочный раунд                       | Отборочный раунд | 1/8 финала                  | Четвертьфинал                           | Полуфинал                            | Финал                                  | Место |
| Соревнование     | Спортсмены               | Соперник Результат                     | Соперник Результат                    | Соперник Результат                     | Место            | Соперник Результат          | Соперник Результат                      | Соперник Результат                   | Соперник Результат                     | Место |
| ---------------- | ------------------------ | -------------------------------------- | ------------------------------------- | -------------------------------------- | ---------------- | --------------------------- | --------------------------------------- | ------------------------------------ | -------------------------------------- | ----- |
| Одиночный разряд | Ли Чонг Вей              | Группа A                               | Группа A                              | Группа A                               | Группа A         | INAС. Сантосо В 21:12, 21:8 | INDП. Кашьяп В 21:19, 21:11             | CHNЧэнь Лун В 21:13, 21:14           | CHNЛинь Дань П 21:15, 10:21, 19:21     | 2     |
| Одиночный разряд | Ли Чонг Вей              | FINВ. Лонг В 21:8, 14:21, 21:11        | Не проводится                         | Не проводится                          | 1                | INAС. Сантосо В 21:12, 21:8 | INDП. Кашьяп В 21:19, 21:11             | CHNЧэнь Лун В 21:13, 21:14           | CHNЛинь Дань П 21:15, 10:21, 19:21     | 2     |
| Парный разряд    | Коо Кин Кеат Тан Боон Ён | Группа D                               | Группа D                              | Группа D                               | Группа D         | Не проводится               | THAБ. Исара / М. Йонджит В 21:16, 21:18 | CHNЦай Юнь / Фу Хайфэн П 9:21, 19:21 | За 3-е место                           | 4     |
| Парный разряд    | Коо Кин Кеат Тан Боон Ён | JPNС. Сато / Н. Кавамаэ В 21:12, 21:14 | USAХ. Бах / Т. Гунаван В 21:12, 21:14 | KORЛи Ёндэ / Чон Джэсон П 16:21, 11:21 | 2                | Не проводится               | THAБ. Исара / М. Йонджит В 21:16, 21:18 | CHNЦай Юнь / Фу Хайфэн П 9:21, 19:21 | KORЛи Ёндэ / Чон Джэсон П 21:23, 10:21 | 4     |

Женщины
| Соревнование     | Спортсмены | Отборочный раунд                    | Отборочный раунд              | Отборочный раунд | 1/8 финала            | Четвертьфинал         | Полуфинал             | Финал                 | Место |
| Соревнование     | Спортсмены | Соперник Результат                  | Соперник Результат            | Место            | Соперник Результат    | Соперник Результат    | Соперник Результат    | Соперник Результат    | Место |
| ---------------- | ---------- | ----------------------------------- | ----------------------------- | ---------------- | --------------------- | --------------------- | --------------------- | --------------------- | ----- |
| Одиночный разряд | Тее Джин И | Группа B                            | Группа B                      | Группа B         | Завершила выступление | Завершила выступление | Завершила выступление | Завершила выступление | 17    |
| Одиночный разряд | Тее Джин И | KORБаэ Юнджоо П 21:16, 15:21, 12:21 | ITAА. Аллегрини В 21:4, 21:14 | 2                | Завершила выступление | Завершила выступление | Завершила выступление | Завершила выступление | 17    |

Микст
| Соревнование     | Спортсмены             | Отборочный раунд                                 | Отборочный раунд                     | Отборочный раунд                                 | Отборочный раунд | Четвертьфинал         | Полуфинал             | Финал                 | Место |
| Соревнование     | Спортсмены             | Соперники Результат                              | Соперники Результат                  | Соперники Результат                              | Место            | Соперник Результат    | Соперник Результат    | Соперник Результат    | Место |
| ---------------- | ---------------------- | ------------------------------------------------ | ------------------------------------ | ------------------------------------------------ | ---------------- | --------------------- | --------------------- | --------------------- | ----- |
| Смешанный разряд | Чан Пен Сун Го Лиу Йин | Группа D                                         | Группа D                             | Группа D                                         | Группа D         | Завершили выступление | Завершили выступление | Завершили выступление | 13    |
| Смешанный разряд | Чан Пен Сун Го Лиу Йин | TPEЧен Юнълин / Чен Венксин П 12:21, 21:6, 15:21 | CHNСюй Чэнь / Ма Цзинь П 14:21, 8:21 | THAС. Прапакамол / С. Тунгтонгкам П 16:21, 15:21 | 4                | Завершили выступление | Завершили выступление | Завершили выступление | 13    |

### Велоспорт

#### Трековый велоспорт
Спринт
| Соревнование | Спортсмены        | Квалификация   | Квалификация | Раунд 1                       | Отбор 1                  | Раунд 2                 | Отбор 2                                      | Четвертьфинал           | Полуфинал               | Финал                                            | Место |
| Соревнование | Спортсмены        | Время Скорость | Место        | Соперник Время Скорость       | Соперники Время Скорость | Соперник Время Скорость | Соперники Время Скорость                     | Соперник Время Скорость | Соперник Время Скорость | Соперники Время Скорость                         | Место |
| ------------ | ----------------- | -------------- | ------------ | ----------------------------- | ------------------------ | ----------------------- | -------------------------------------------- | ----------------------- | ----------------------- | ------------------------------------------------ | ----- |
| Мужчины      | Азизулхасни Аванг | 10,226 70,408  | 11           | CHNЧжань Миао В 10,473 68,748 | Не участвовал            | RUSД. Дмитриев П        | JPNС. Накагава VENХ. Канелон В 10,456 68,859 | GBRДж. Кенни П, П       | Не участвовал           | За 5-е место                                     | 8     |
| Мужчины      | Азизулхасни Аванг | 10,226 70,408  | 11           | CHNЧжань Миао В 10,473 68,748 | Не участвовал            | RUSД. Дмитриев П        | JPNС. Накагава VENХ. Канелон В 10,456 68,859 | GBRДж. Кенни П, П       | Не участвовал           | RUSД. Дмитриев USAДж. Уоткинс GERР. Ферстеманн П | 8     |

Кейрин
| Соревнование | Спортсмены        | Первый раунд | Первый раунд | Отборочный раунд | Отборочный раунд | Второй раунд          | Второй раунд          | Финал                 | Финал                 | Итоговое место |
| Соревнование | Спортсмены        | Заезд        | Место        | Заезд            | Место            | Заезд                 | Место                 | Название              | Место                 | Итоговое место |
| ------------ | ----------------- | ------------ | ------------ | ---------------- | ---------------- | --------------------- | --------------------- | --------------------- | --------------------- | -------------- |
| Мужчины      | Азизулхасни Аванг | 3            | 2            | Не участвовал    | Не участвовал    | 1                     | 2                     | Большой               | 6                     | 6              |
| Женщины      | Фатеха Мустапа    | 2            | 4            | 2                | 5                | Завершила выступление | Завершила выступление | Завершила выступление | Завершила выступление | 15             |

#### Шоссейный велоспорт
Мужчины
| Соревнование    | Спортсмены         | Результат | Место |
| --------------- | ------------------ | --------- | ----- |
| Групповая гонка | Адик Хусаини Отман | DNF       | DNF   |
| Групповая гонка | Амир Русли         | DNF       | DNF   |

### Лёгкая атлетика
Мужчины
Технические виды
| Соревнование    | Спортсмены | Квалификация | Квалификация | Финал                | Финал                |
| Соревнование    | Спортсмены | Результат    | Место        | Результат            | Место                |
| --------------- | ---------- | ------------ | ------------ | -------------------- | -------------------- |
| Прыжки в высоту | Ли Хуп Вэй | 2,16         | 30           | Завершил выступление | Завершил выступление |

Женщины
Беговые виды
| Соревнование           | Спортсмены      | Отборочный раунд | Отборочный раунд | Отборочный раунд | Полуфинал             | Полуфинал             | Полуфинал             | Финал                 | Финал                 |
| Соревнование           | Спортсмены      | Забег            | Результат        | Место            | Забег                 | Результат             | Место                 | Результат             | Место                 |
| ---------------------- | --------------- | ---------------- | ---------------- | ---------------- | --------------------- | --------------------- | --------------------- | --------------------- | --------------------- |
| 400 метров с барьерами | Норасеела Халид | 2                | 1:00,16          | 8                | Завершила выступление | Завершила выступление | Завершила выступление | Завершила выступление | Завершила выступление |

### Парусный спорт
Мужчины
| Соревнование | Спортсмены         | Предварительные гонки | Предварительные гонки | Предварительные гонки | Предварительные гонки | Предварительные гонки | Предварительные гонки | Предварительные гонки | Предварительные гонки | Предварительные гонки | Предварительные гонки | Финальная гонка      | Финальная гонка      | Сумма очков | Итоговое место |
| Соревнование | Спортсмены         | 1                     | 2                     | 3                     | 4                     | 5                     | 6                     | 7                     | 8                     | 9                     | 10                    | Место                | Очки                 | Сумма очков | Итоговое место |
| ------------ | ------------------ | --------------------- | --------------------- | --------------------- | --------------------- | --------------------- | --------------------- | --------------------- | --------------------- | --------------------- | --------------------- | -------------------- | -------------------- | ----------- | -------------- |
| Лазер        | Хаирулнизам Афенди | 42                    | 47                    | 48                    | 47                    | 47                    | 44                    | 37                    | 45                    | 40                    | 45                    | Завершил выступление | Завершил выступление | 394         | 47             |

### Плавание
Женщины
| Соревнование                  | Спортсмены  | Отборочный раунд | Отборочный раунд | Отборочный раунд | Финал                 | Финал                 | Итоговое место |
| Соревнование                  | Спортсмены  | Заплыв           | Результат        | Место            | Результат             | Место                 | Итоговое место |
| ----------------------------- | ----------- | ---------------- | ---------------- | ---------------- | --------------------- | --------------------- | -------------- |
| 800 метров вольным стилем     | Хоо Каи Лин | 2                | 8:51,18          | 6                | Завершила выступление | Завершила выступление | 30             |
| 10 километров в открытой воде | Хейди Ган   | Не проводится    | Не проводится    | Не проводится    | 2:00:45,0             | 16                    | 16             |

### Прыжки в воду
Мужчины
| Соревнование                 | Спортсмены            | Отборовный раунд | Отборовный раунд | Полуфинал            | Полуфинал            | Финал                | Финал                | Итоговое место |
| Соревнование                 | Спортсмены            | Очки             | Место            | Очки                 | Место                | Очки                 | Место                | Итоговое место |
| ---------------------------- | --------------------- | ---------------- | ---------------- | -------------------- | -------------------- | -------------------- | -------------------- | -------------- |
| Трамплин, 3 метра            | Йео Кен Неё           | 452,60           | 10               | 441,65               | 12                   | 437,45               | 10                   | 10             |
| Трамплин, 3 метра            | Хуан Цян              | 433,85           | 10               | Завершил выступление | Завершил выступление | Завершил выступление | Завершил выступление | 19             |
| Вышка, 10 метров             | Брайан Ломас          | 434,95           | 19               | Завершил выступление | Завершил выступление | Завершил выступление | Завершил выступление | 19             |
| Синхронный трамплин, 3 метра | Хуан Цян Брайан Ломас | Не проводится    | Не проводится    | Не проводится        | Не проводится        | 405,09               | 8                    | 8              |

Женщины
| Соревнование                 | Спортсмены                    | Отборовный раунд | Отборовный раунд | Полуфинал             | Полуфинал             | Финал                 | Финал                 | Итоговое место |
| Соревнование                 | Спортсмены                    | Очки             | Место            | Очки                  | Место                 | Очки                  | Место                 | Итоговое место |
| ---------------------------- | ----------------------------- | ---------------- | ---------------- | --------------------- | --------------------- | --------------------- | --------------------- | -------------- |
| Трамплин, 3 метра            | Чён Джун Хун                  | 272,45           | 20               | Завершила выступление | Завершила выступление | Завершила выступление | Завершила выступление | 20             |
| Трамплин, 3 метра            | Ын Яньи                       | 257,85           | 24               | Завершила выступление | Завершила выступление | Завершила выступление | Завершила выступление | 24             |
| Вышка, 10 метров             | Панделела Ринонг              | 349,00           | 2                | 352,50                | 5                     | 359,20                | 3                     | 3              |
| Вышка, 10 метров             | Трэйси Вивьен Тукит           | 285,00           | 22               | Завершила выступление | Завершила выступление | Завершила выступление | Завершила выступление | 22             |
| Синхронный трамплин, 3 метра | Чён Джун Хун Панделела Ринонг | Не проводится    | Не проводится    | Не проводится         | Не проводится         | 283,50                | 8                     | 8              |
| Синхронная вышка, 10 метров  | Лён Мун Йее Панделела Ринонг  | Не проводится    | Не проводится    | Не проводится         | Не проводится         | 308,52                | 7                     | 7              |

### Стрельба
Женщины
| Соревнование                       | Спортсмены        | Квалификация | Квалификация | Финал                 | Финал                 | Итоговое место |
| Соревнование                       | Спортсмены        | Очки         | Место        | Очки                  | Место                 | Итоговое место |
| ---------------------------------- | ----------------- | ------------ | ------------ | --------------------- | --------------------- | -------------- |
| Пневматическая винтовка, 10 метров | Нур Суриани Таиби | 392          | 34           | Завершила выступление | Завершила выступление | 34             |

### Стрельба из лука
Мужчины
| Соревнование              | Спортсмены                                        | Квалификация | Квалификация | 1/32 финала            | 1/16 финала          | 1/8 финала           | Четвертьфинал         | Полуфинал             | Финал                 | Место |
| Соревнование              | Спортсмены                                        | Очки         | Место        | Соперник Результат     | Соперник Результат   | Соперник Результат   | Соперник Результат    | Соперник Результат    | Соперник Результат    | Место |
| ------------------------- | ------------------------------------------------- | ------------ | ------------ | ---------------------- | -------------------- | -------------------- | --------------------- | --------------------- | --------------------- | ----- |
| Индивидуальное первенство | Хаирул Ануар Мохамад                              | 669          | 20           | MASЧэн Чу Сянь В 6:4   | CHNКсинь Ю В 5:4     | GBRЛ. Годфри В 6:5   | JPNТ. Фурукава П 2:6  | Завершил выступление  | Завершил выступление  | 6     |
| Индивидуальное первенство | Чэн Чу Сянь                                       | 658          | 45           | MASХ. А. Мохамад П 4:6 | Завершил выступление | Завершил выступление | Завершил выступление  | Завершил выступление  | Завершил выступление  | 33    |
| Индивидуальное первенство | Хазик Камаруддин                                  | 654          | 48           | KAZД. Ганькин П 4:6    | Завершил выступление | Завершил выступление | Завершил выступление  | Завершил выступление  | Завершил выступление  | 33    |
| Командное первенство      | Хаирул Ануар Мохамад Чэн Чу Сянь Хазик Камаруддин | 1981         | 10           | Не проводится          | Не проводится        | Мексика · П 211:216  | Завершили выступление | Завершили выступление | Завершили выступление | 9     |

Женщины
| Соревнование              | Спортсмены          | Квалификация | Квалификация | 1/32 финала         | 1/16 финала           | 1/8 финала            | Четвертьфинал         | Полуфинал             | Финал                 | Место |
| Соревнование              | Спортсмены          | Очки         | Место        | Соперник Результат  | Соперник Результат    | Соперник Результат    | Соперник Результат    | Соперник Результат    | Соперник Результат    | Место |
| ------------------------- | ------------------- | ------------ | ------------ | ------------------- | --------------------- | --------------------- | --------------------- | --------------------- | --------------------- | ----- |
| Индивидуальное первенство | Нурул Сияфика Хашим | 599          | 60           | TPEЛин Чиа-ен П 2:6 | Завершила выступление | Завершила выступление | Завершила выступление | Завершила выступление | Завершила выступление | 33    |

### Фехтование
Мужчины
| Соревнование | Спортсмены | 1/32 финала        | 1/16 финала          | 1/8 финала           | Четвертьфинал        | Полуфинал            | Финал                | Место |
| Соревнование | Спортсмены | Соперник Результат | Соперник Результат   | Соперник Результат   | Соперник Результат   | Соперник Результат   | Соперник Результат   | Место |
| ------------ | ---------- | ------------------ | -------------------- | -------------------- | -------------------- | -------------------- | -------------------- | ----- |
| Сабля        | Ю Пен Кин  | EGYМ. Зеид В 15:12 | HUNА. Силадьи П 1:15 | Завершил выступление | Завершил выступление | Завершил выступление | Завершил выступление | 32    |